# Nepenthes reinwardtiana
Nepenthes reinwardtiana Miq., 1852 è una pianta carnivora della famiglia Nepenthaceae, diffusa in Borneo e Sumatra, dove cresce a 0–2200 m.

## Conservazione
La Lista rossa IUCN classifica Nepenthes reinwardtiana come specie a rischio minimo (Least Concern).